# Richarlyson
Richarlyson Barbosa Felisbino (Natal, 27 dicembre 1982) è un ex calciatore brasiliano, di ruolo centrocampista.

## Biografia
Ha un fratello, Alecsandro, che ha giocato per lo Sporting Lisbona. Suo padre Reinaldo Felisbino ha giocato nel Coritiba negli anni ottanta.

## Carriera
Richarlyson esce dalle giovanili dell'Ituano nel 2001, aggregandosi al Santo André; dopo un prestito al Fortaleza viene già chiamato all'esperienza europea in Austria, al Red Bull Salisburgo. Nel 2005 fa ritorno in Brasile, entrando a far parte della rosa del San Paolo. Con il Tricolor Paulista ha vinto due campionati brasiliani e la Coppa del Campionato del Mondo per club FIFA 2005.
Il 22 dicembre 2010 firma un biennale per l'Atletico Mineiro.

## Palmarès

### Club

#### Competizioni internazionali
- Coppa del mondo per club: 1

San Paolo: 2005

#### Competizioni nazionali
- Campionato brasiliano: 2

San Paolo: 2006, 2007

#### Competizioni statali
- Campionato Mineiro: 1

Atlético Mineiro: 2012

### Individuale
- Bola de Prata:1

2007